# Hobbs Glacier (glaciär i Antarktis, lat -77,90, long 164,40)
Hobbs Glacier är en glaciär i Antarktis. Den ligger i Östantarktis. Nya Zeeland gör anspråk på området. Hobbs Glacier ligger 313 meter över havet.
Terrängen runt Hobbs Glacier är kuperad västerut, men österut är den platt. Havet är nära Hobbs Glacier österut. Trakten är obefolkad. Det finns inga samhällen i närheten. 